# Martinskirche (Kirchheim unter Teck)

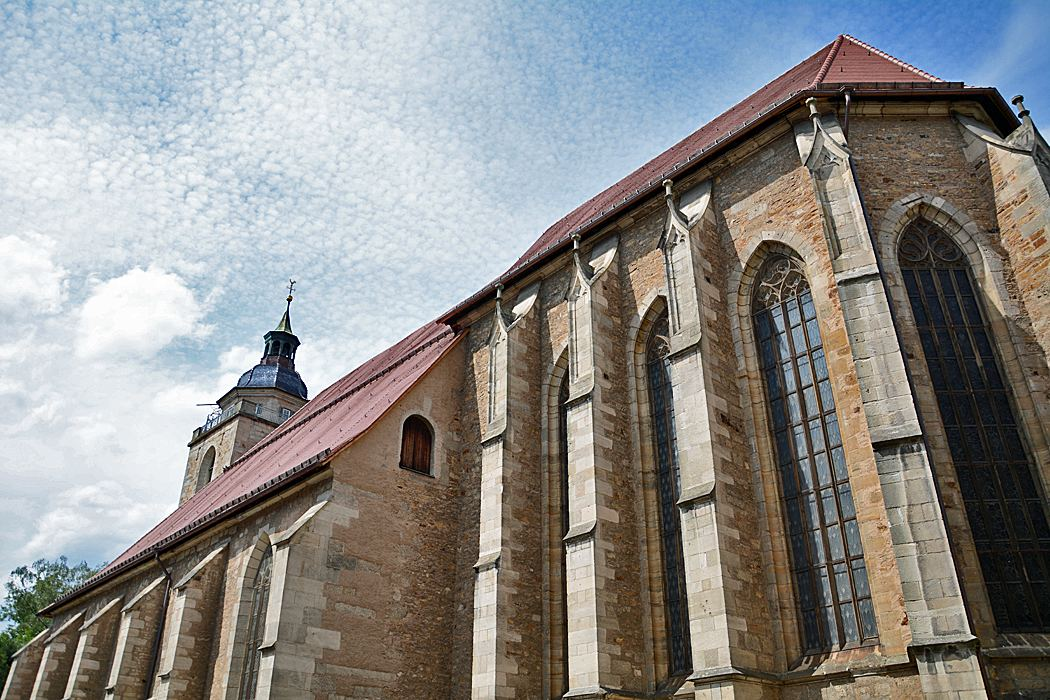
Martinskirche, Außenansicht

Die Martinskirche ist eine evangelische Pfarrkirche in Kirchheim unter Teck.

## Geschichte
Die Martinskirche ist die evangelische Hauptkirche der Stadt. Die Kirche geht vermutlich auf eine erste, hölzerne Kirche zurück, die wohl schon im 7. Jahrhundert im Zuge der fränkischen Landnahme von fränkischen Mönchen errichtet wurde und schon damals dem Hl. Martin geweiht war. Die Kirche wurde im Jahr 960 erstmals erwähnt, um 1220 durch die Zähringer zu einer dreischiffigen romanischen Basilika ausgebaut und in der Mitte des 15. Jahrhunderts im Stil der Gotik als holzgedeckte Hallenkirche mit gemauerten Arkaden erneuert. Die Kirche wurde nach einem Brand 1690 neu ausgestattet und wird zurzeit renoviert.

## Architektur

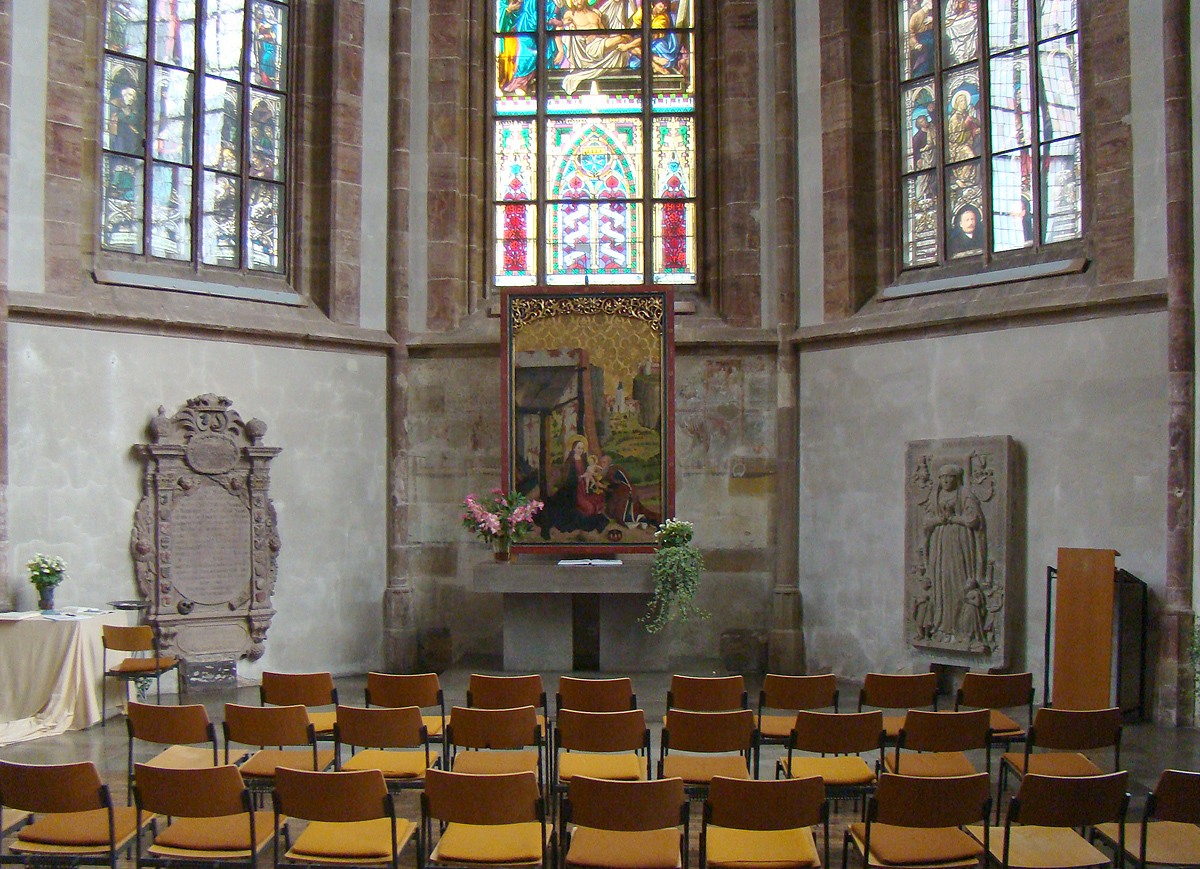
Blick in den Chor mit Anbetungsbild

Der hochgotische Chor ist nach Osten ausgerichtet und von einem Netzrippengewölbe überspannt. Die Schlusssteine des Gewölbes zeigen den Kirchenpatron Martin, ein Christus-Antlitz, das Kirchheimer Stadtwappen sowie die vier altwürttembergischen Schildfiguren: Rauten von Teck, Hirschstangen, Reichssturmfahne und Fische von Mömpelgard. Der Chor war im 15. Jahrhundert ausgemalt, Reste der Bemalung mit Darstellungen der Zehn Gebote und der Zehn Plagen sind erhalten. Das mittlere Chorfenster mit Szenen der Kreuzigung und Grablegung Christi stammt von 1884. Die beiden seitlichen Chorfenster von 1904 wurden von Hans Beiler aus Heidelberg gestaltet und zeigen zwölf Szenen aus dem Leben Jesu.
Das Langhaus der Hallenkirche ist durch Säulenreihen in drei Schiffe unterteilt, die wie bei niederländischen Hallenkirchen häufig und bei englischen Hallenkirchen üblich, mit hölzernen Konstruktionen gedeckt sind. Die Säulenkapitelle wurden bei der Renovierung um 1960 von dem Bildhauer Eberhard C. Unkauf ergänzt und zeigen unterschiedliche, zumeist christliche, Symbole, wie Lamm, Kleeblatt, Blütenbaum, Efeu, Fisch, Dornenkrone, Weinstock, Lilie, Eichblatt und Vögel.
Im Westen des Langhauses ist eine Empore eingezogen, auf der sich die Orgel befindet, die nach einem Wasserschaden am Vorgängerinstrument ab 1965 von Richard Rensch neu erbaut wurde.

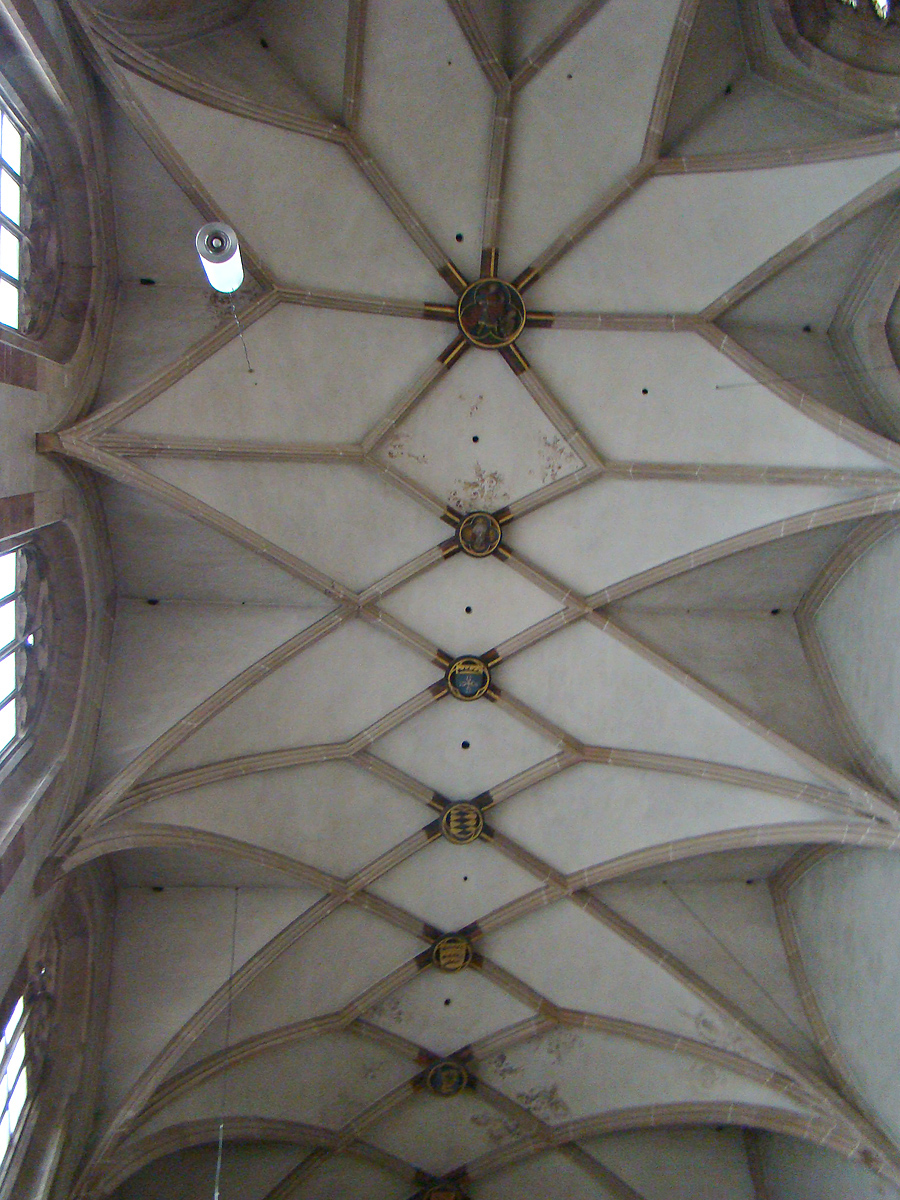
Gotisches Netzgewölbe im Chor
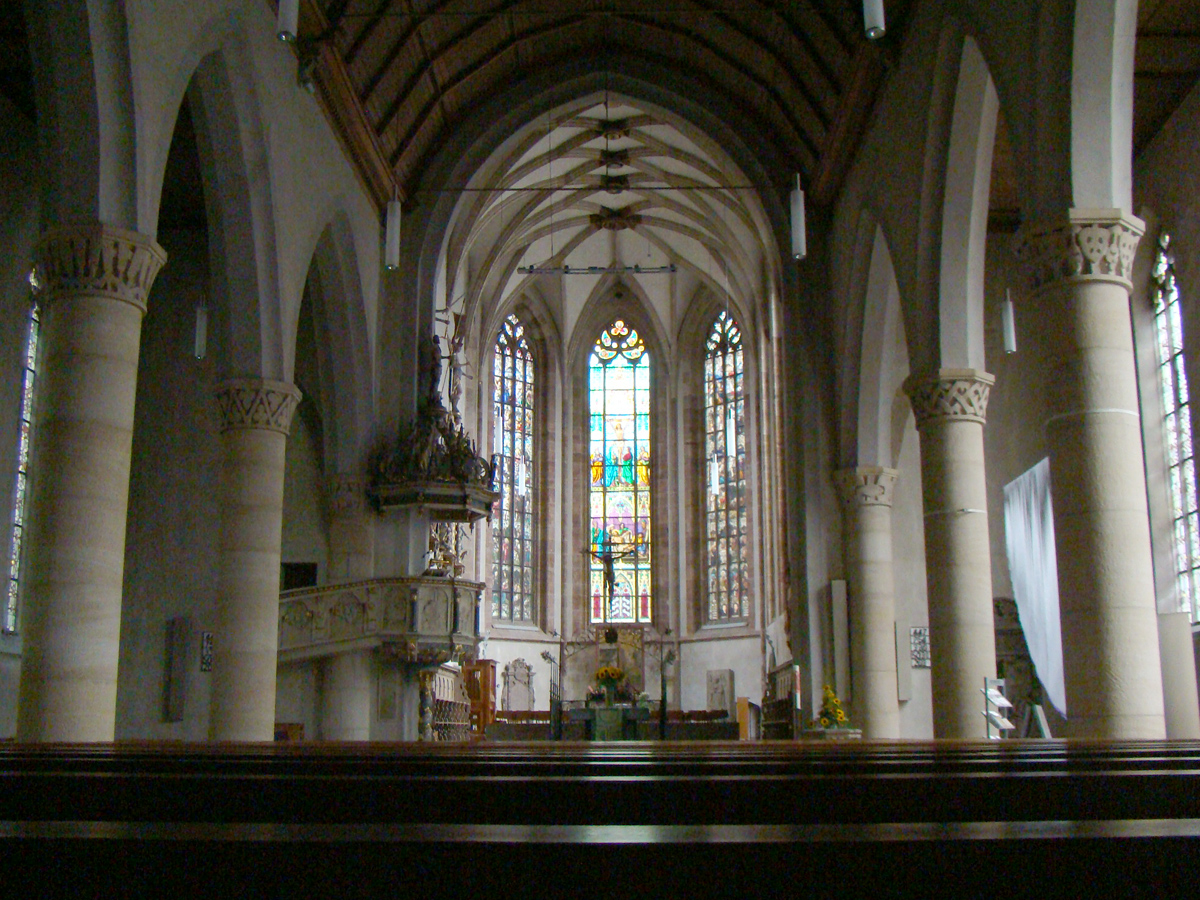
Blick durch das Langhaus zum Chor
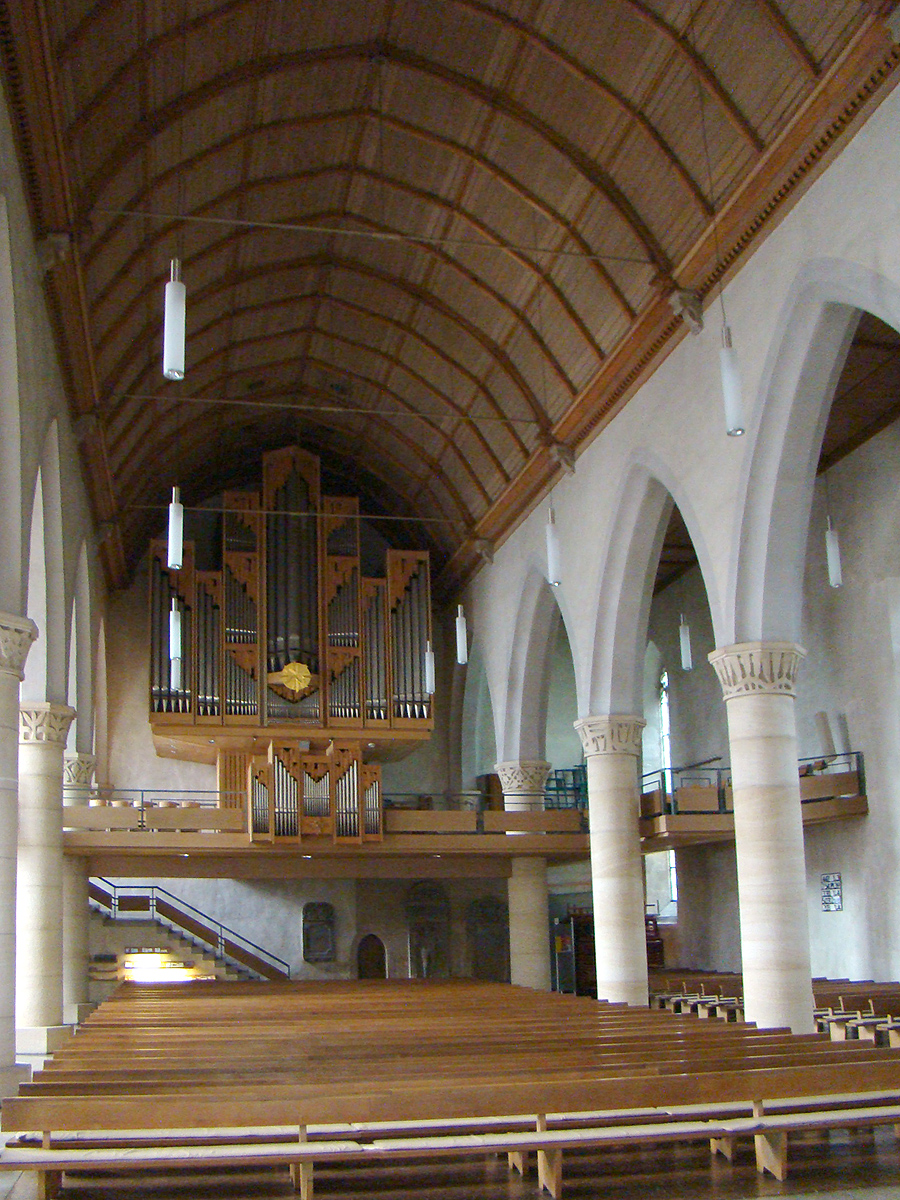
Mittelschiff hölzerne Spitztonne, Seitenschiffe flachgedeckt

## Ausstattung

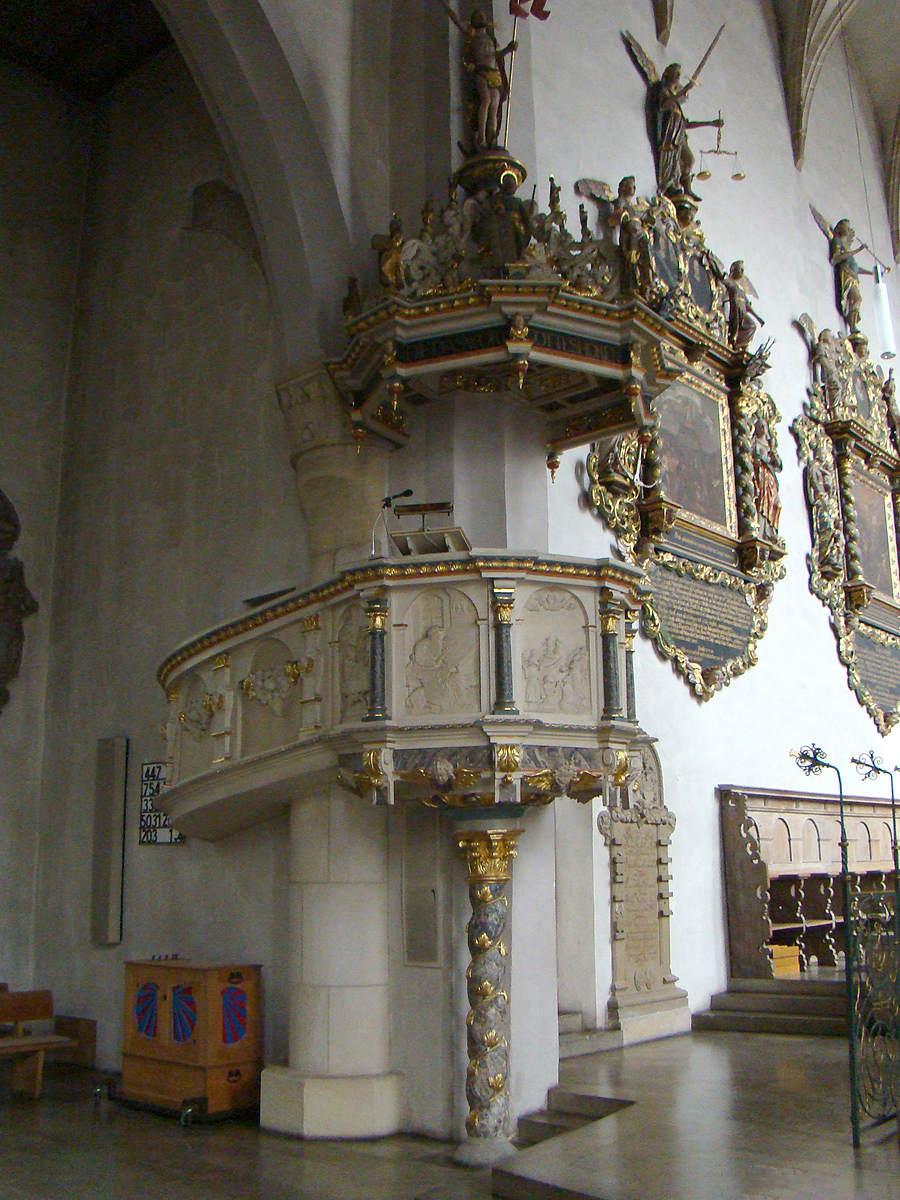
Kanzel der Martinskirche

Die Kanzel am nördlichen Chorbogen stammt aus der Zeit nach dem Brand 1690, ihr schmuckvoller Stil wird als evangelischer Barock bezeichnet. Errichtet haben die Kanzel Hans Jakob und Hans Jörg Knöpfle aus Stuttgart. Der fünfseitige Kanzelkorb ruht auf einer gedrehten Säule. Die Außenseiten des Korbs und der Treppenbrüstung sind mit Reliefdarstellungen der Evangelisten und Christi Himmelfahrt geschmückt. Diese Darstellungen sind wahrscheinlich Kopien älterer Vorlagen, mutmaßlich der im Zweiten Weltkrieg zerstörten Evangelistenreliefs der Stuttgarter Schlosskirche von 1563. An den unteren Korbrändern sind geflügelte Engelsköpfe zu sehen. Auf dem Kanzeldeckel sind vier Figuren von Propheten sowie Figuren von Moses und Johannes dem Täufer aufgestellt. Der Korb ist bis auf wenige Teile aus Gips ausgeführt, der Deckel und die Figuren sind aus Holz.
Der Altar ist eine schlichte Steinarbeit in Travertin des Bildhauers Eberhard C. Unkauf von 1964. Der Altar ist von einem historischen dreiflügeligen Altargitter von 1697 umgeben, das den Altar ursprünglich an allen vier Seiten umgab. Der Zweck des Gitters ist unbekannt, solche Gitter aus dem 17. oder 18. Jahrhundert finden sich vereinzelt in evangelischen Kirchen der Umgebung.
Der achteckige Taufstein, eigentlich ein Tauftisch, der keine Einbuchtung hat, sondern als Tisch zum Abstellen der Taufutensilien dient, stammt von 1691 und ist am Schaft mit Laubwerk und Engelsköpfen verziert. Auch die Chorbänke stammen noch aus der Zeit nach dem Brand 1690.
Die beiden Anbetungsbilder der Kirche stammen ursprünglich aus dem 1840 abgerissenen Totenkirchlein, wo die jeweils ca. 1,40 Meter breiten und 2,05 Meter hohen Tafelbilder einst die Flügel eines Marienaltars bildeten. Das Bild an der Ostwand des Chors zeigt einen Teil der Anbetung der Könige (es ist nur ein König zu sehen), das andere Bild zeigt einen Teil einer Verkündigungsszene. Als Urheber beider Bilder gilt ein unbekannter schwäbischer Meister um 1470/80.

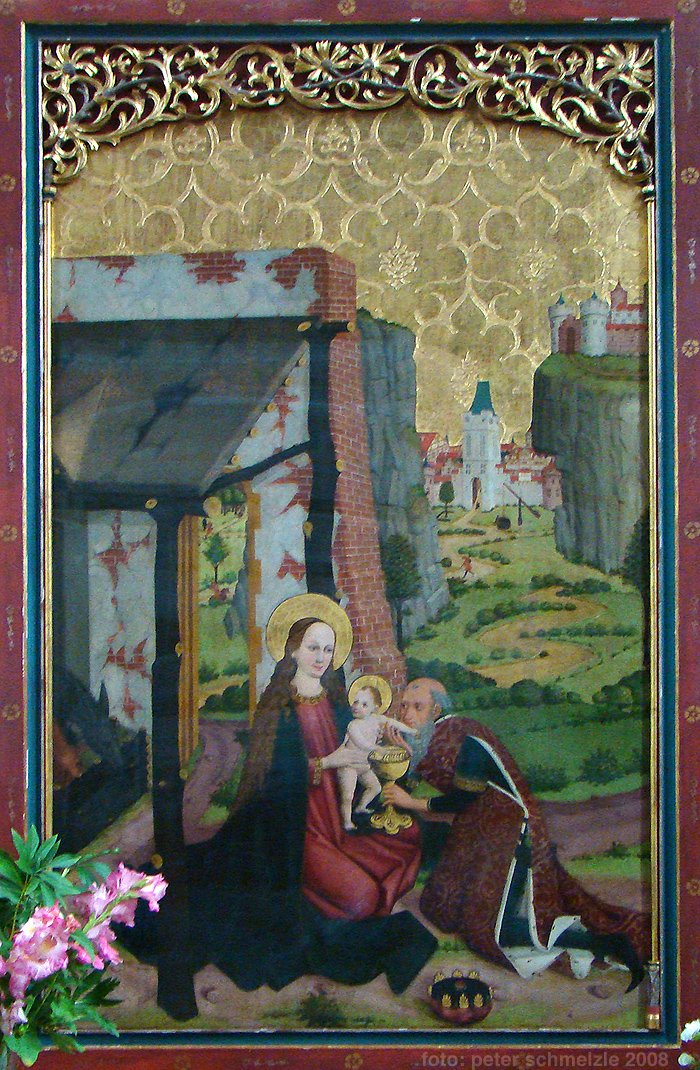
Anbetung der Könige
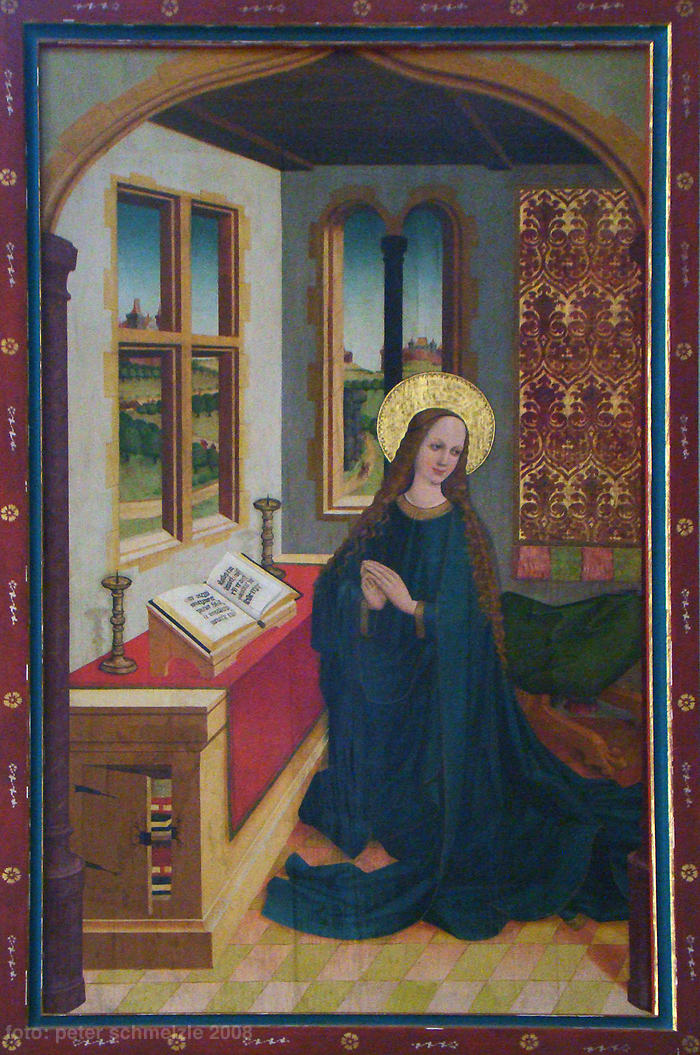
Verkündigungsszene
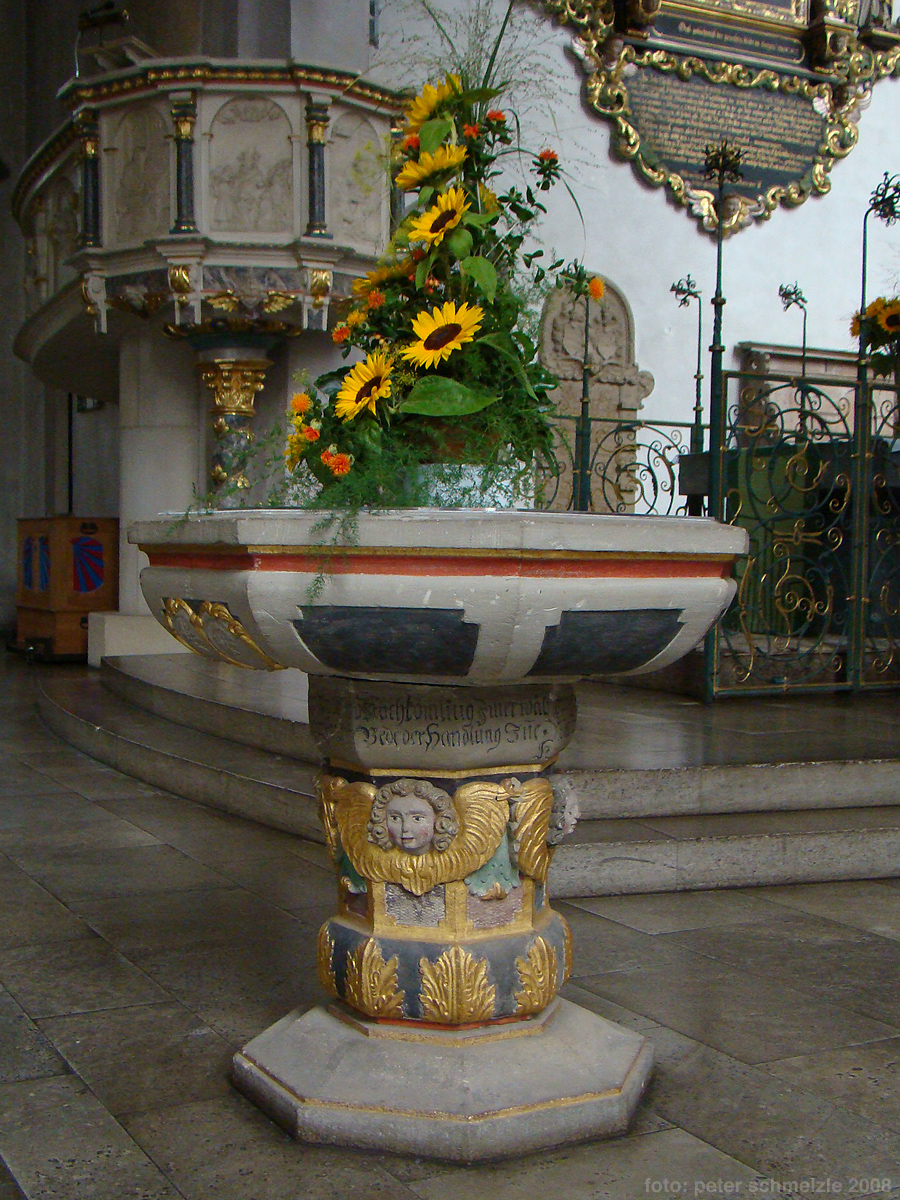
Taufstein

## Orgel
Die große Orgel auf der Westempore der Martinskirche wurde ab dem Jahr 1960 von der Orgelbaufirma Richard Rensch (Lauffen a. N.) erbaut und in ihrer heutigen Gestalt 1982 fertiggestellt. Das rein mechanische Instrument hat 68 Register auf vier Manualen und Pedal. Etwa 25 Register wurden aus der Vorgängerorgel von Eberhard Friedrich Walcker aus dem Jahre 1842 übernommen.
| I Rückpositiv C–g3 |                    |       |
| 1.                 | Rohrgedeckt        | 8′    |
| 2.                 | Quintviola         | 8′    |
| 3.                 | Principal          | 4′    |
| 4.                 | Kleingedeckt       | 4′    |
| 5.                 | Sesquialter II     | 2 ⁄3′ |
| 6.                 | Octave             | 2′    |
| 7.                 | Sifflöte           | 1 ⁄3′ |
| 8.                 | Nonenflöte         | 8⁄9′  |
| 9.                 | Corona II          |       |
| 10.                | Scharfmixtur II-IV |       |
| 11.                | Krummhorn          | 8′    |
| 12.                | Schalmey           | 4′    |
|                    | Tremulant          |       |

| II Hauptwerk C–g3 |                    |       |
| 13.               | Praestant          | 16′   |
| 14.               | Principal          | 8′    |
| 15.               | Hölzernflöte       | 8′    |
| 16.               | Viola de Gamba     | 8′    |
| 17.               | Octave             | 4′    |
| 18.               | Flötgedeckt        | 4′    |
| 19.               | Quinte             | 2 ⁄3′ |
| 20.               | Flachflöte         | 2′    |
| 21.               | Octave             | 2′    |
| 22.               | Großmixtur V       |       |
| 23.               | Kleinmixtur III/IV |       |
| 24.               | Kornett V          | 8′    |
| 25.               | Fagott             | 16′   |
| 26.               | Trompete           | 8′    |

| II Schwellwerk C–g3 |                   |        |
| 27.                 | Stillbordun       | 16′    |
| 28.                 | Holzprincipal     | 8′     |
| 29.                 | Koppelflöte       | 8′     |
| 30.                 | Harfpfeife        | 8′     |
| 31.                 | Schwebung (ab c0) | 8′     |
| 32.                 | Principal         | 4′     |
| 33.                 | Hohlflöte         | 4′     |
| 34.                 | Quintflöte        | 2 ⁄3′  |
| 35.                 | Octavflöte        | 2′     |
| 36.                 | Terzflöte         | 1 3⁄5′ |
| 37.                 | Septimflöte       | 1 ⁄7′  |
| 38.                 | Schwiegel         | 1′     |
| 39.                 | Terzianscharf IV  |        |
| 40.                 | Dulzian           | 16′    |
| 41.                 | Hautbois          | 8′     |
| 42.                 | Clairon           | 4′     |
|                     | Tremulant         |        |

| IV Brustwerk C–g |              |        |
| 43.              | Holzgedeckt  | 8′     |
| 44.              | Rohrflöte    | 4′     |
| 45.              | Nasat        | 2 ⁄3′  |
| 46.              | Principal    | 2′     |
| 47.              | Kleingedeckt | 2′     |
| 48.              | Terz         | 1 3⁄5′ |
| 49.              | Octävlein    | 1′     |
| 50.              | Zimbel II    |        |
| 51.              | Musette      | 8′     |
| 52.              | Orlos        | 8′     |
|                  | Tremulant    |        |

| Pedal C–f1 |               |             |
| 53.        | Untersatz     | 32′         |
| 54.        | Principalbaß  | 16′         |
| 55.        | Subbaß        | 16′         |
| 56.        | Gedecktquinte | 10 2⁄3′     |
| 57.        | Octavbaß      | 8′          |
| 58.        | Rohrgedeckt   | 8′          |
| 59.        | Quintbaß      | 5 1⁄3′      |
| 60.        | Choralbaß     | 4′          |
| 61.        | Barem         | 4′          |
| 62.        | Waldflöte     | 2′          |
| 63.        | Doppelquinte  | 2 ⁄3′+1 ⁄3′ |
| 64.        | Piffaro       | 2′+1′       |
| 65.        | Bombarde      | 32′         |
| 66.        | Posaune       | 16′         |
| 67.        | Trompete      | 8′          |
| 68.        | Clairon       | 4′          |
|            | Tremulant     |             |

- Koppeln: I/II, III/II, IV/II, I/P, II/P, III/P, IV/P

Organist war unter anderem bis 1998  Bezirkskantor Ernst Leuze dann Bezirkskantor Samuel Kummer, der anschließend von 2005 bis 2024 an der  Frauenkirche in Dresden wirkte, sowie aktuell Bezirkskantor Rolf Sach.

## Grabdenkmäler und Epitaphe

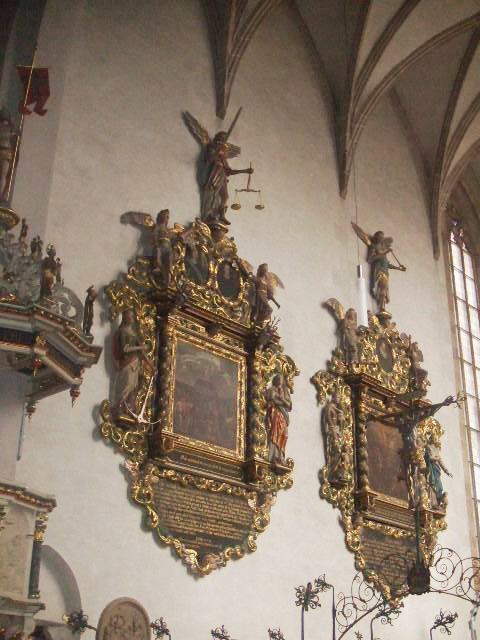
Widerholt- und Vehingen-Epitaphe im Chor

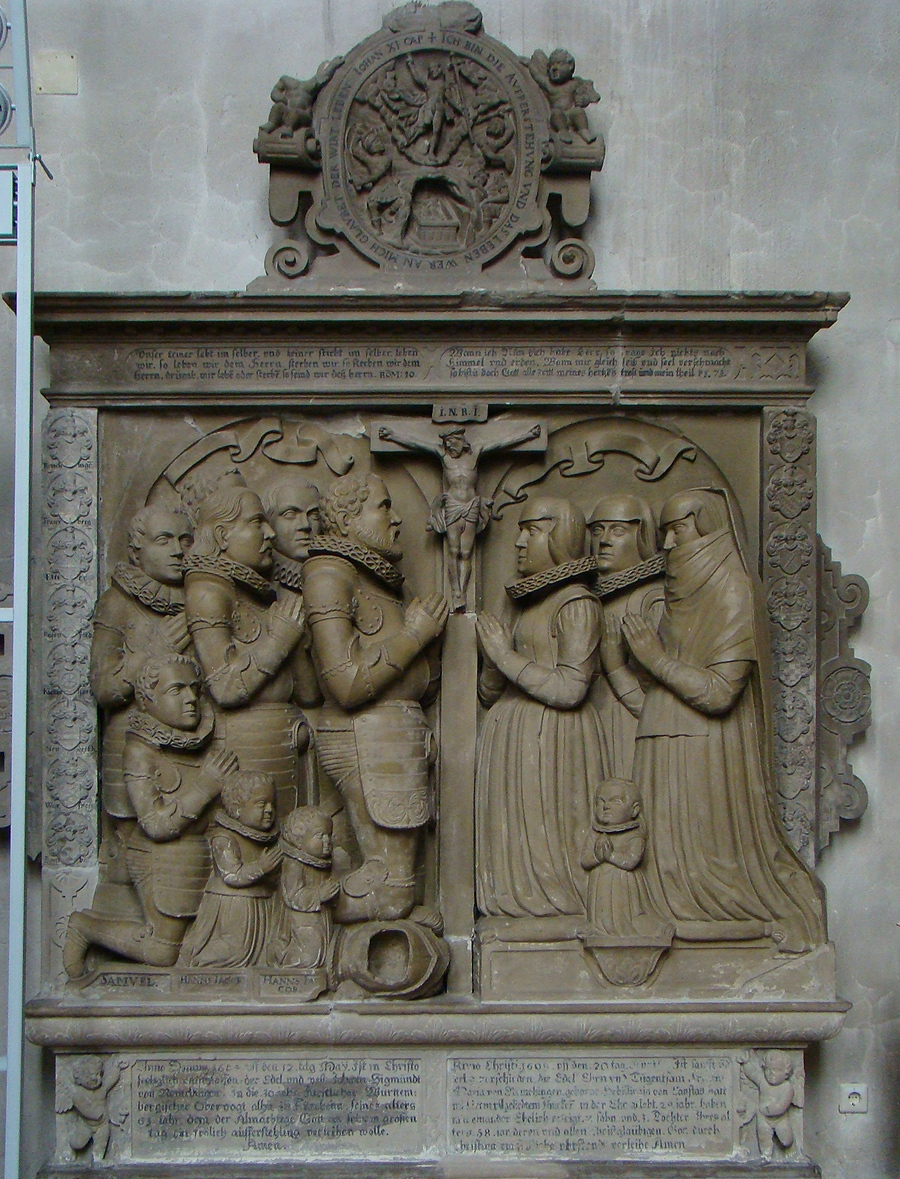
Grabmal des Johann Sigmund von Remchingen mit Familie im Chor

Zu den Kunstschätzen der Kirche zählen insbesondere auch mehrere Epitaphe und Grabdenkmäler aus der Zeit der Renaissance. Die bedeutendsten Epitaphe der Kirche sind die an der Nordwand befindlichen Holzepitaphe für Konrad Widerholt († 13. Juni 1667) mit seiner Gemahlin Anna Hermengard geb. Burckhart († 13. Januar 1666) sowie für Sebastian Welling von Vehingen († 1622). Beide Epitaphe entstanden 1698 als Ergänzung zu ursprünglich an der Außenmauer der Kirche befindlichen Grabmälern und sind gleichartig dreigeschossig aufgebaut. Im mittleren Geschoss befinden sich jeweils Tafelbilder mit biblischen Szenen, die von Säulen und allegorischen Figuren flankiert werden. Die Schrifttafel bildet das untere Geschoss, während das Obergeschoss der Epitaphe jeweils Porträts der Verstorbenen zeigt und von Engeln flankiert und von jeweils einem Erzengel bekrönt sind. Die allegorischen Figuren des Widerholt-Epitaphs sind im Mittelgeschoss Spes und Fides (Hoffnung und Glaube) und oben den Erzengel Michael als Seelenwäger. Am Vehingen-Epitaph sind im Mittelgeschoss Caritas und Patientia (Liebe und Geduld) und oben der Erzengel Gabriel zu sehen. Die Schnitzarbeiten der Epitaphe stammen wohl von Johann Lesle, die Schreinerarbeiten von Johann Benz, die Gemälde des Widerholt-Epitaphs von Anna Maria Benzen, die Auferstehungsszene des Welling-Epitaphs von Johann Sebastian König.
An der Südwand des Chors befindet sich außerdem ein Epitaph für Franziska von Hohenheim († 1811), das 1906 vom Württembergischen Geschichts- und Altertumsverein gestiftet wurde. Die mit einer Weißmarmorbüste von Ad. Schenk Abgebildete ist in einer Gruft unter dem Chor bestattet.
Weitere Grabmäler im Chor:
- Grabplatte für Anna von Remchingen († 16. Oktober 1557) und zwei ihrer Kinder, mit Darstellung der Toten als Ganzfiguren sowie vier Vollwappen.
- Grabmal für Johann Sigmund von Remchingen († 12. Mai 1604) und Maria geb. Schilling von Cannstatt († 20. April 1609) mit Kindern, das die Familie als Figurengruppe vor dem gekreuzigten Jesus zeigt.
- Grabmal für Maria Anna Euphrosyne von Pfuel geb. von Barner auf Bülow († 24. September 1702)
- Grabmal für Obervogt Georg Wilhelm von Reischach († 10. Januar 1724) und seine Frau Agnes Kunigunde geb. von Gaisberg († 1730)
- Grabmal für Hofmeister Eberhard von Gemmingen († 16. August 1741) in der Sediliennische der südlichen Chorwand

Weitere Grabmäler im Langhaus:
- Grabmal für Anna geb. Speth von Sulzburg († 23. November 1586) und ihre beiden Männer Ulrich Schilling von Cannstatt (* 1485; † 11. Oktober 1552 in Rothenburg ob der Tauber) und Hans von Remchingen († 29. Februar 1576)
- Grabmal für Obervogt Hans von Remchingen († 29. Februar 1576), der in der Lauter bei Wendlingen ertrank
- Grabmal für den kaiserlichen General-Feldzeugmeister Christoph von Barner (* 2. Februar 1633 zu Bülow, Mecklenburg-Schwerin; † 21. Oktober 1711 in Speyer) und Elisabetha Euphrosinia geb. von Klenck († 1711)
- Grabmal für Bechtold Schilling von Cannstatt († 10. September 1637) und seine Frau Agnes geb. von Münchingen († 1650)
- Grabmal für Sigmund von Gemmingen († 10. September 1645)
- Grabmal für Obervogt Heinrich von Reischach († 1698) und seine Frau Floriana Elisabetha, Truchsessin von Höfingen († 1690)

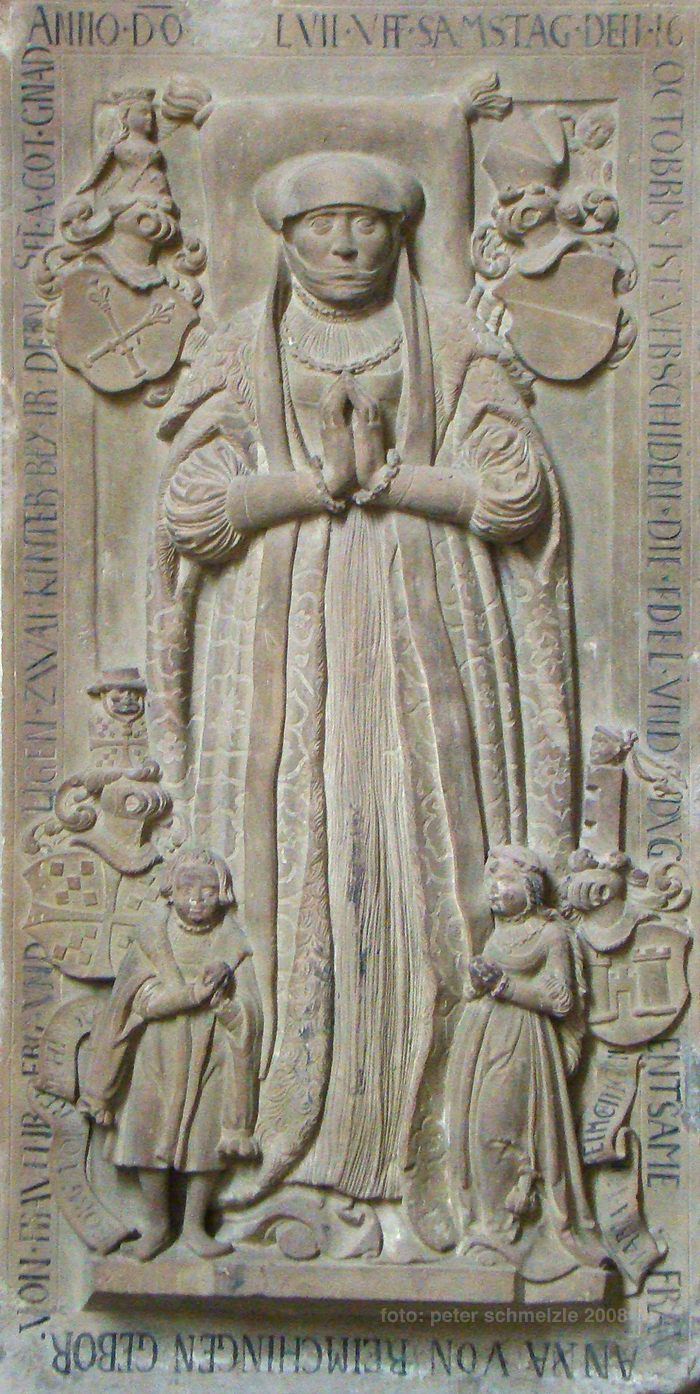
Grabmal Anna von Remchingen
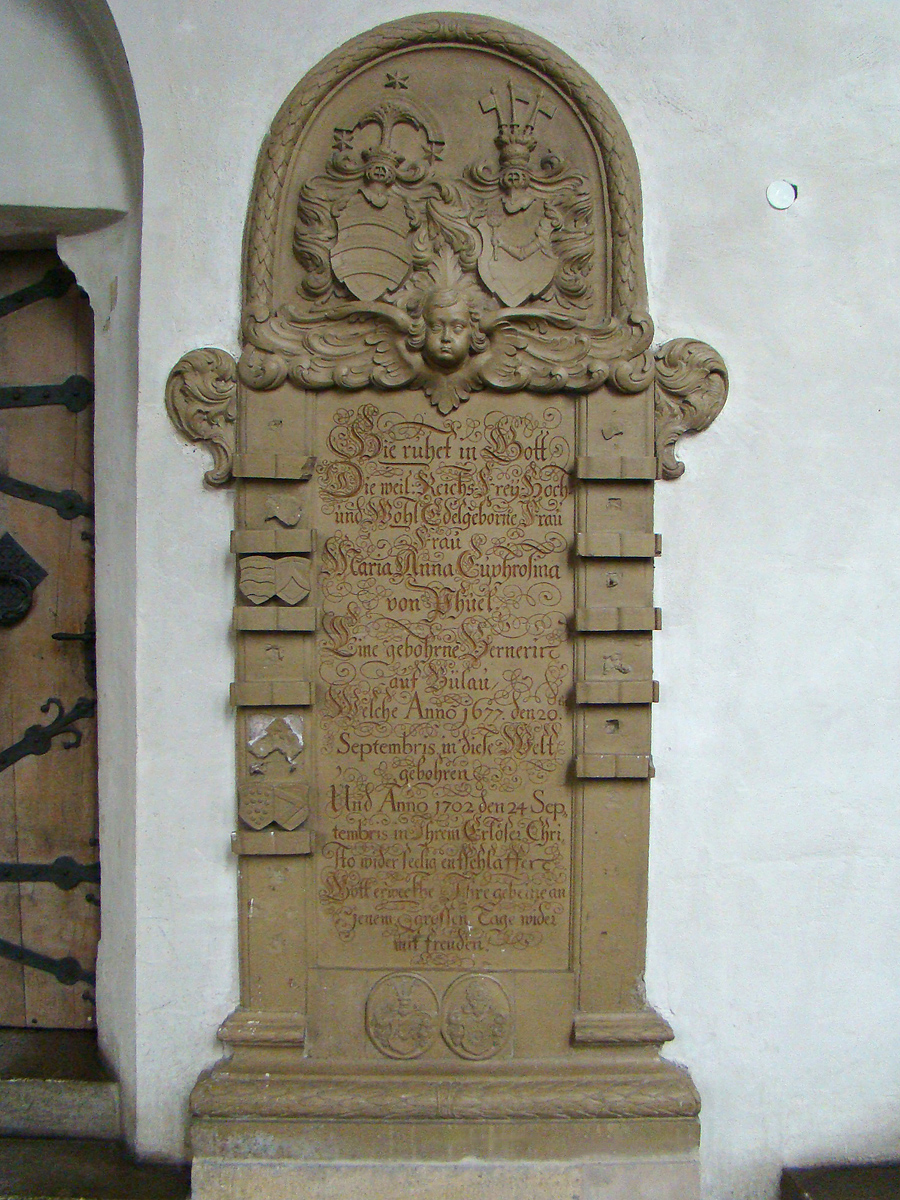
Grabmal Maria Anna Euphrosinia von Pfuel
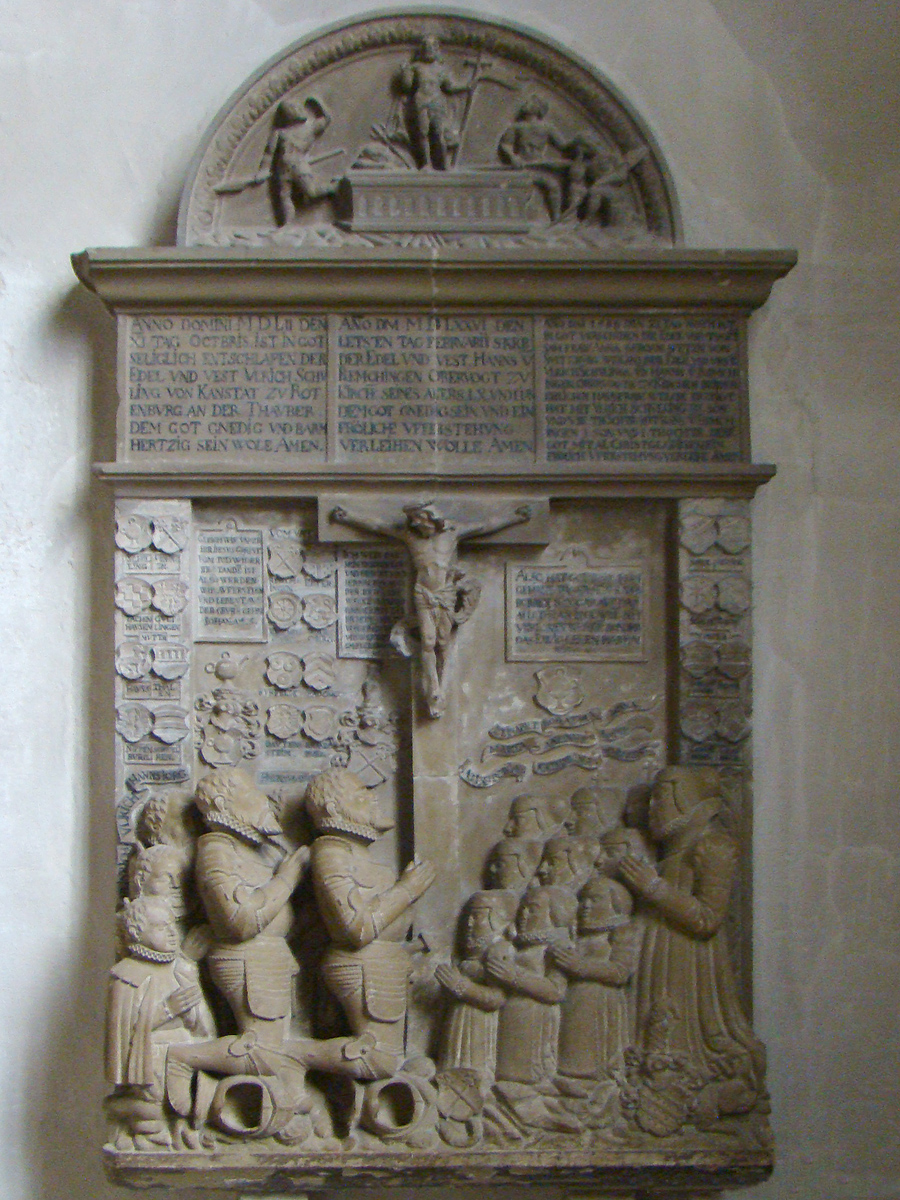
Grabmal für Anna geb. Speth von Sulzburg mit Ulrich Schilling von Cannstatt und Hans von Remchingen
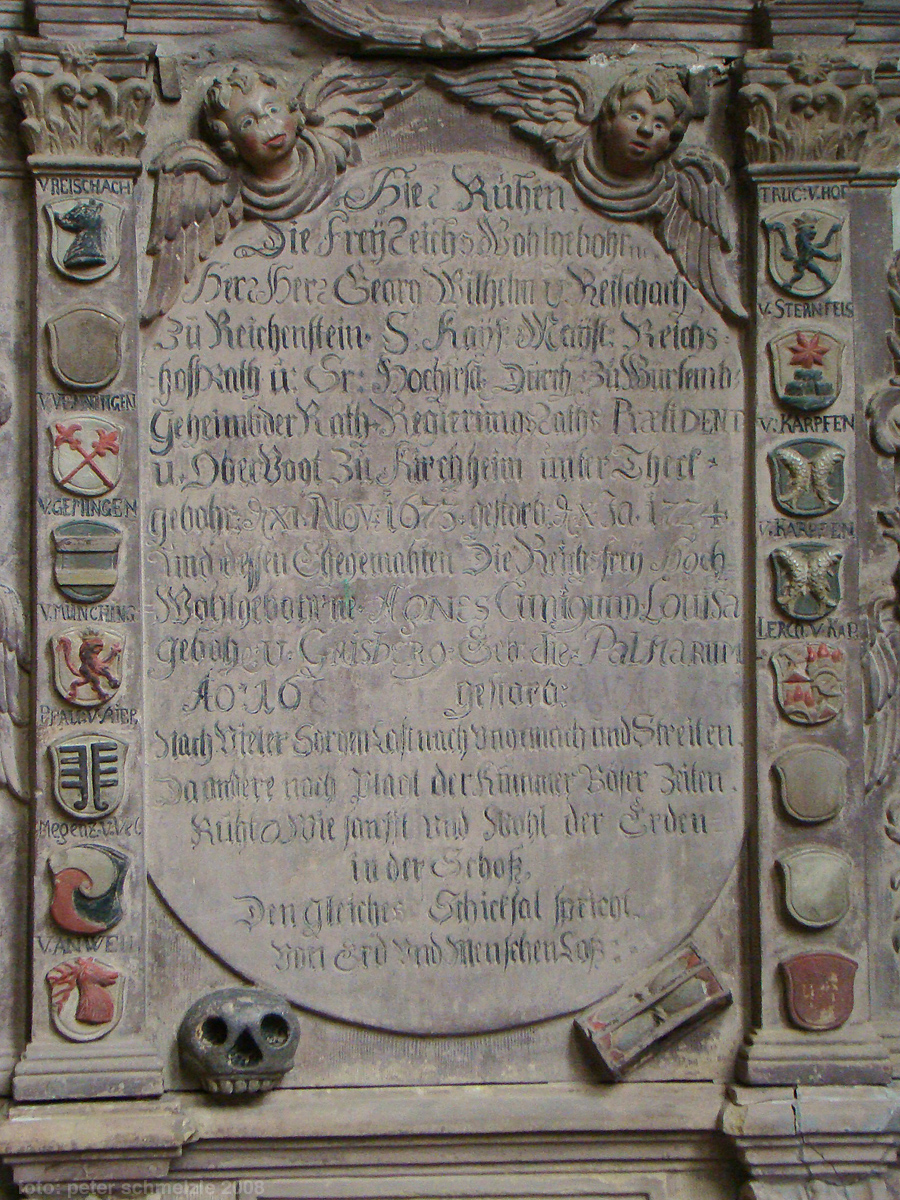
Grabmal Georg Wilhelm von Reischach, Detail
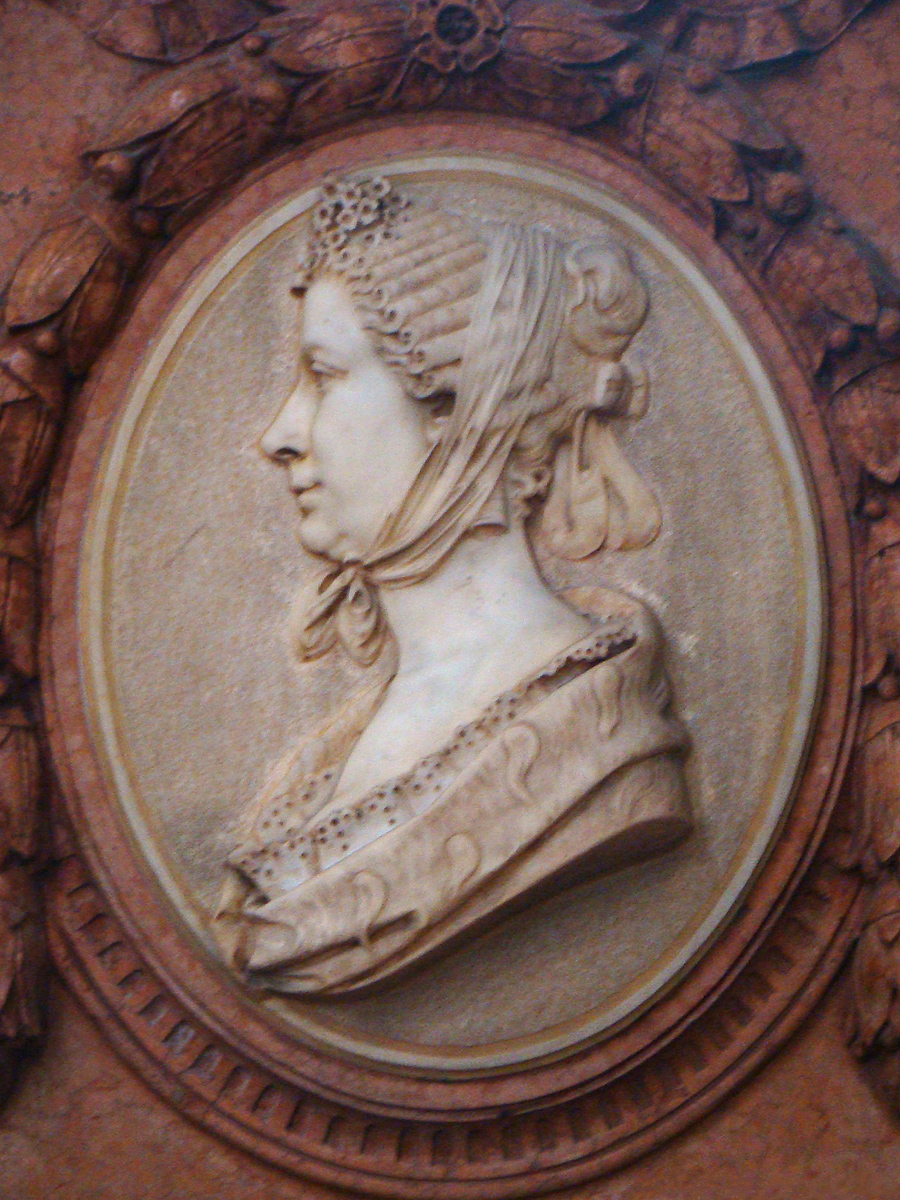
Büste Franziska von Hohenheim
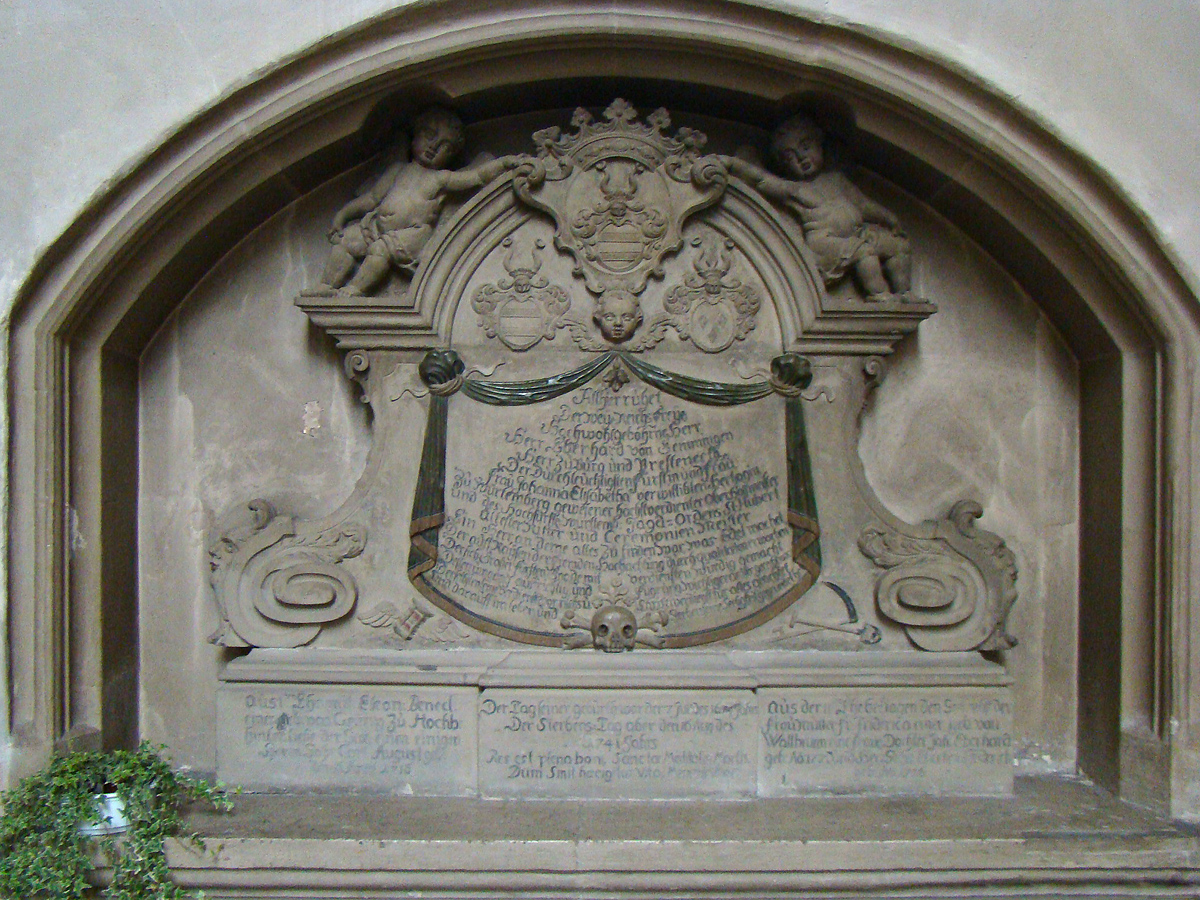
Grabmal Eberhard von Gemmingen

## Glocken
Nach dem Stadtbrand 1690 wurden insgesamt acht neue Glocken aus dem gesammelten geschmolzenen Glockenmetall gegossen. Den Guss besorgte 1691 die Lothringer Gießerfamilie Rosier. Von diesen acht Glocken sind heute noch drei erhalten, von denen die größte und schmuckvollste Dominica genannt wird. Sie hat einen Durchmesser von 154 cm und eine Höhe von 125 cm und ist auf cis' gestimmt. Die weiteren Glocken von 1691 sind der Große Beller (gis′) und der Kleine Beller (cis″). Als Ersatz für abgelieferte Glocken wurde das Geläut 1952 um vier neue Glocken ergänzt: die Fickerglocke (e′), benannt nach den Stiftern Otto und Eugen Ficker, die Kreuzglocke (fis′), die abermals nach Stiftern benannte Schöllkopfglocke (h′) sowie die Vaterunserglocke (dis″).